# Lista de terras indígenas no Pará
Lista de terras indígenas localizadas no estado brasileiro do Pará.
| Imagem | Terra                            | Localização                                                                                    | Coordenadas                 | Referência |
| ------ | -------------------------------- | ---------------------------------------------------------------------------------------------- | --------------------------- | ---------- |
|        | Terra Indígena Menkragnoti       | Altamira Matupá Peixoto de Azevedo São Félix do Xingu                                          | 8° 27′ 10″ S, 53° 21′ 00″ O |            |
|        | Terra Indígena Koatinemo         | Altamira                                                                                       | 4° 16′ 16″ S, 52° 16′ 20″ O |            |
|        | Terra Indígena Panará            | Altamira Guarantã do Norte                                                                     | 9° 25′ 10″ S, 54° 09′ 20″ O |            |
|        | Terra Indígena Munduruku         | Belterra Aveiro                                                                                | 3° 14′ 00″ S, 55° 03′ 21″ O |            |
|        | Terra Indígena Sarauá            | Ipixuna do Pará                                                                                | 3° 04′ 27″ S, 48° 03′ 09″ O |            |
|        | Terra Indígena Kayapó            | Microrregião de São Félix do Xingu Mesorregião do Sudeste Paraense Pará Região Norte do Brasil | 7° 40′ 48″ S, 51° 52′ 08″ O |            |
|        | Terra Indígena Anambé            | Moju                                                                                           | 2° 51′ 15″ S, 49° 18′ 36″ O |            |
|        | Terra Indígena Barreirinha       | Paragominas                                                                                    | 3° 17′ 30″ S, 48° 25′ 03″ O |            |
|        | Terra Indígena Alto Rio Guamá    | Pará                                                                                           | 1° 56′ 02″ S, 47° 03′ 10″ O |            |
|        | Terra Indígena Arara             | Pará                                                                                           | 3° 35′ 43″ S, 51° 48′ 44″ O |            |
|        | Terra Indígena Paquiçamba        | Pará                                                                                           | 3° 28′ 44″ N, 51° 50′ 13″ O |            |
|        | Terra Indígena Parakanã          | Pará                                                                                           | 4° 50′ 30″ S, 50° 11′ 01″ O |            |
|        | Terra Indígena Sororó            | Pará                                                                                           |                             |            |
|        | Terra Indígena Mundurucu         | Pará                                                                                           | 7° 13′ 53″ S, 57° 39′ 55″ O |            |
|        | Terra Indígena Sawré Muybu       | Pará                                                                                           | 4° 53′ 08″ S, 56° 35′ 35″ O |            |
|        | Terra Indígena Cachoeira Seca    | Pará Altamira Placas Uruará                                                                    |                             |            |
|        | Terra Indígena Las Casas         | Pau-d'Arco                                                                                     | 7° 52′ 17″ S, 49° 54′ 32″ O |            |
|        | Terra Indígena Apyterewa         | São Félix do Xingu                                                                             | 5° 38′ 34″ S, 52° 03′ 06″ O |            |
|        | Terra Indígena Badjonkore        | São Félix do Xingu                                                                             | 8° 52′ 32″ S, 51° 57′ 59″ O |            |
|        | Terra Indígena Tembé             | Tomé-Açu                                                                                       | 2° 17′ 42″ S, 48° 20′ 20″ O |            |
|        | Terra Indígena Turé-Mariquita    | Tomé-Açu                                                                                       | 2° 17′ 48″ S, 48° 20′ 20″ O |            |
|        | Terra Indígena Trocará           | Tucuruí                                                                                        | 3° 34′ 33″ S, 49° 41′ 17″ O |            |
|        | Terra Indígena Trincheira/Bacajá | rio Bacajá Altamira Anapu São Félix do Xingu Senador José Porfírio                             | 4° 43′ 49″ S, 51° 27′ 40″ O |            |

∑ 23 items.